# Opius parawattacooanus
Opius parawattacooanus är en stekelart som beskrevs av Fischer 1964. Opius parawattacooanus ingår i släktet Opius och familjen bracksteklar. Inga underarter finns listade i Catalogue of Life.